# Sinagoga Coral de Khàrkiv
La Sinagoga Coral de Khàrkiv (en ucraïnès: Харківська хоральна синагога) és un indret de culte jueu situat a la ciutat de Khàrkiv, Ucraïna. Aquest edifici és la major sinagoga de la regió de Khàrkiv.

## Història de l'edifici
La construcció de la sinagoga va començar el 1909, amb els arquitectes presentant propostes de disseny com a part d'un concurs. L'arquitecte de Sant Petersburg, Yakov Gevirts va presentar el disseny guanyador, i la construcció de l'edifici va acabar el 1913, i va tenir un cost de 150.000 rubles de l'època.
El 1923, la sinagoga va ser tancada i nacionalitzada pel govern. L'edifici va ser transformat en un club per als treballadors jueus que formaven part del Komintern. Llavors va servir per a diversos usos incloent entre ells un club social, un cinema i un complex esportiu. El temple no va ser usat com a lloc de culte fins al 1990.
Després del col·lapse de la Unió Soviètica, diversos grups jueus van lluitar per prendre el control de la sinagoga. Edward Khodos va crear una organització que representava als membres del judaisme reformista, i va aconseguir prendre el control del temple. Els representants de Habad Lubavitx van presentar una reclamació, i durant un temps tots dos grups van fer servir l'edifici.
El 1993, Khodos feia servir la segona planta de la sinagoga, on freqüentava un negoci d'antiguitats, i va fundar un club nocturn on la joventut local practicava esport i arts marcials com el kickboxing.
El 1998, un incendi va arrasar la sinagoga i aquesta va ser oficialment lliurada a l'organització jueva ortodoxa Habad. Diverses reformes van ser dutes a terme a l'edifici el 2003.

## Estil arquitectònic
El disseny de l'edifici ha estat descrit com una combinació de diversos estils entre ells: romànic, gòtic, neo-gòtic i arquitectura islàmica. Segons la societat arquitectònica de Khàrkiv aquesta barreja d'estils és una reminiscència de les grans muralles de l'antiga Palestina. L'edifici té 138 peus (42 metres) d'altura damunt del dom i 50 metres (160 peus) de longitud, comptant amb una àrea total de 2.067 metres quadrats (22.250 peus quadrats). Està situat conforme a les lleis locals que requereixen una certa distància entre les esglésies i els altres llocs de culte.

## La sinagoga avui
Actualment la sinagoga és un centre de referència per a la vida jueva a la ciutat de Khàrkiv. Les festivitats jueves són celebrades per jueus i gentils per igual. Una celebració de Hanukà va comptar amb l'assistència del Primer ministre d'Ucraïna Petrò Poroixenko, l'acte va atreure l'atenció dels mitjans de comunicació. Altres esdeveniments inclouen un tribut per als veterans de guerra jueus de Khàrkiv. La sinagoga és gestionada per Habad, l'organització hassídica té la seu regional a Khàrkiv a la sinagoga, on també manté una micvé i una ieixivà.
El rabí de la sinagoga, Moixé Moskowitz, és també el rabí major de Khàrkiv. Habad també gestiona una escola jueva per a 500 alumnes, així com una llar d'infants amb 70 nens. L'alcalde de Khàrkiv Hennadiy Kernes, va participar en la celebració de la festa de Purim, i va assistir a les noces de la filla del Rabí Moskowitz.